# Rolf Lederer
Rolf Lederer (* 19. Juli 1937 in Weida; † 22. September 2011 in Dossenheim) war ein deutscher Fußballspieler. Als Aktiver des SV Waldhof Mannheim absolvierte er in der damals erstklassigen Fußball-Oberliga Süd von 1960 bis 1962 56 Ligaspiele und erzielte dabei ein Tor. Von 1963 bis 1970 kamen in der Fußball-Regionalliga Süd 218 Ligaeinsätze mit sechs Toren hinzu.

## Karriere
Rolf Lederer spielte bereits mit 17 Jahren in der ersten Mannschaft des BSG Fortschritt Weida. Nach seiner Übersiedlung im Jahr 1955 in die Bundesrepublik kam der gelernte Weber zunächst zum SV 07 Seckenheim (1955–1958) nach Mannheim, mit dem er in Nordbaden in der 2. Amateurliga Rhein-Neckar die Verbandsspiele austrug. Ab der Runde 1959/60 spielte der beidfüßige Mittelfeldspieler dann beim SV Waldhof. Die Mannschaft vom Alsenweg war 1958/59 als Tabellenletzter aus der Oberliga in die 2. Liga Süd abgestiegen. Mit Trainer Árpád Medve, an der Seite von Spielführer Fritz Rößling und den Mitspielern Wolfgang Höfig und Klaus Sinn glückte in seinem ersten Jahr bei Waldhof, 1959/60, der Titelgewinn und damit die Rückkehr in die Oberliga Süd. Konnte 1961 noch mit einem Punkt Vorsprung gegenüber der TSG Ulm 1846 der Abstieg verhindert werden, so stürzte Waldhof nach Rundenende 1961/62 erneut in die 2. Liga ab. Persönlich hatte der überwiegend auf der linken Läuferposition agierende Waldhof-Spieler aber in der Hinrunde durch Einsätze in Sichtungsspielen des DFB, eine ausgezeichnete Form gezeigt. In vier Testspielen im August, September, Oktober und November 1961 konnte er sich in Reihen von DFB-Auswahlteams an der Seite von Günter Bernard, Fritz Ewert, Wolfgang Fahrian, Friedel Lutz, Werner Olk, Hans Nowak, Willi Schulz, Willi Giesemann, Rolf Fritzsche und Helmut Haller bewähren. Eine langwierige Verletzung warf ihn aber dann aus dem Rennen um die Plätze in der Nationalmannschaft.
Durch den dritten Rang im letzten Jahr der alten zweitklassigen 2. Liga Süd, 1962/63, war Waldhof für die ab der Saison 1963/64 startende Fußball-Regionalliga Süd qualifiziert. In den Runden 1964/65 (4.) und 1965/66 (3.) platzierte sich Lederer mit Waldhof in der Spitzengruppe. In den nächsten Runden konnte Waldhof aber nicht mehr um die Plätze an der Tabellenspitze mitspielen und stieg nach der Saison 1969/70, es war das 11. Spieljahr von Lederer beim SV Waldhof, gar in das Amateurlager ab. Mit seinem ehemaligen Mitspieler Klaus Sinn als Trainer, gewann Spielführer Rolf Lederer 1970/71 in der 1. Amateurliga Nordbaden mit 102:25 Toren und 50:10 Punkten die Meisterschaft. Während der Runde machte insbesondere der junge Günter Sebert auf sein herausragendes Talent aufmerksam. In der Aufstiegsrunde zur Regionalliga Süd konnte sich aber Waldhof nicht gegen den FC Singen, SpVgg Ludwigsburg und den FC Emmendingen durchsetzen. Das Entscheidungsspiel am 20. Juni 1971 in Rastatt verloren die Blau-Schwarzen mit 1:2 Toren gegen Ludwigsburg. Der Senior bestritt in dieser Saison auch für Nordbaden Spiele um den Amateurländerpokal.
Von 1959 bis 1972 hielt er dem SV Waldhof Mannheim die Treue, absolvierte insgesamt 703 Spiele für die Blau-Schwarzen, die ihn zum Ende seiner Karriere zum Ehrenspielführer ernannten.

## Beruflich
Der in Ladenburg beheimatete ehemalige Handwerker hatte sich kaufmännisch weitergebildet, hatte in einer Mannheimer Bäckerei in der Buchhaltung gearbeitet und war später mit seiner Ehefrau Mitinhaber einer Messekonditorei.
Rolf Lederer verunglückte bei einem Fahrradunfall in Dossenheim am 22. September 2011 tödlich.